# Septembre 1902

## Événements
- Pour la première fois, dans un article de la National Review, publiée à Londres, l'américain Alfred Mahan, spécialiste de l'histoire navale, emploie le terme de Moyen-Orient.

- 22 septembre : Nicolas II de Russie place la Finlande sous l’autorité d’un gouverneur général russe.

- 25 septembre, Italie : un cyclone ravage les environs de Catane.

- 26 septembre : fondation du parti socialiste de France par les blanquistes et les guesdistes.

- 27 septembre : accident ferroviaire d'Arleux en France.

- 29 septembre: mort d'Émile Zola.

## Naissances
- 8 septembre : Vũ Ngọc Phan, écrivain et critique littéraire vietnamien († 1987).
- 12 septembre : Juscelino Kubitschek, politicien brésilien († 22 août 1976).
- 14 septembre : Willard Mullin, dessinateur de presse américain spécialisé dans le dessin d'humour de sport († 20 décembre 1978).
- 21 septembre :
  - Edward Evan Evans-Pritchard, ethnologue britannique († 1973).
  - Howie Morenz, joueur de hockey sur glace.
- 24 septembre, Iran : Rouhollah Khomeini.
- 30 septembre : Blackie Carter, joueur de baseball américain († 10 septembre 1976).
- 29 décembre :
  - Nels Stewart, joueur de hockey sur glace.
  - Mikel Koliqi, cardinal albanais († 28 janvier 1997).

## Décès
- 16 septembre : Alexander Willem Michiel Van Hasselt, médecin et naturaliste hollandais (° 1814).
- 19 septembre
  - Masaoka Shiki, poète japonais (° 1867)
  - Marie-Henriette de Habsbourg-Lorraine, deuxième reine des Belges (° 23 août 1836)
- 22 septembre : Alexis Damour, minéralogiste français, né en 1808.
- 29 septembre : Émile Zola, écrivain français (° 2 avril 1840).